# École Centrale de Marseille
Centrale Méditerranée (oder Ecole Centrale de Marseille) ist eine französische Ingenieursschule (grande école) in Marseille. Sie ist Mitglied der Conférence des Grandes Écoles (CGE) und der sogenannten Groupe des Écoles Centrale. Die Schule ist vor allem für ihre historische Ausbildung von Allgemeiningenieuren, den sogenannten „Ingénieurs centraliens“, bekannt, die größtenteils nach einem sehr selektiven nationalen Auswahlverfahren eingestellt werden, das den anderen Ecoles Centrale gemeinsam ist. Ingenieure auf hohem Niveau aus. Als Nachfolgeschule der 1891 gegründeten Ecole d'Ingénieurs de Marseille ist sie eine der ältesten großen französischen Ingenieurschulen und eine der angesehensten. 

## Aufnahme
Die zukünftigen Ingenieure werden im Rahmen einer Auswahlprüfung, dem sogenannten concours, ausgewählt, die nach einer zweijährigen Vorbereitung in den classes préparatoires stattfinden. Der Hauptanteil der Studenten absolviert den concours Centrale-Supélec.

## Ausbildung
Das generalistische Studium dauert in der Regel 3 Jahre:
- 2 Jahre gemeinsame Pflichtfächer (Mathematik, Physik, Informatik, Mechanik, Biologie, Wirtschaft, Unternehmensführung …)
- 1 Jahr Spezialisierung oder 2 Jahren Doppeldiplomstudium im Ausland, die mit einem Master of Science abschließen.
- Am Ende für alle ein halbes Jahr Stage de fin d'étude.